# Beyto
Beyto é um filme de drama LGBT suíço de 2020 dirigido por Gitta Gsell. Estrela Burak Ates como Beyto, Dimitri Stapfer como Mike, Ecem Aydin como a esposa de Beyto e Beren Tuna e Serkan Tastemur como os pais de Beyto. O roteiro de Gitta Gsell é baseado no romance "Hochzeitflug", de Yusuf Yesilöz. O filme é uma produção da Lomotion AG,em coprodução com a Sulaco Film. A estreia aconteceu no dia 25 de setembro de 2020 no 16.º Festival de Cinema de Zurique.

## Trama
Beyto é o filho único de imigrantes turcos. É um aluno motivado, passa o tempo livre a nadar e a treinar para campeonatos de natação e é um amigo fiel. Quando ele se apaixona pelo seu treinador Mike, o seu mundo ideal desmorona. Os seus pais, que estão sob pressão da sociedade turca, encontram apenas uma saída para o filho: eles atraem-no para a sua aldeia natal na Turquia com o pretexto de que sua avó não está bem, e lá,  é forçado a casar-se com Seher, uma amiga de infância. O casamento leva-o a um triângulo amoroso dilacerante. Ele tenta encontrar uma maneira de ter um futuro com Mike e não destruir o futuro de Seher.

## Produção
Os trabalhos começaram a 17 de de agosto e terminaram a 4 de outubro de 2019, com 21 dias de filmagem entre Berna e a Basileia. Dez dias de filmagens ocorreram na Turquia. O filme foi produzido pela Swiss Lomotion AG, e a Sulaco Film foi a co-produtora nacional.
O filme é distribuído na Suíça pela distribuidora de filmes Frenetic Films.

## Receção

### Críticas
O Basler Zeitung descreveu o filme como um que torna o espetador compassivo e atencioso, sendo cruel um amor em que não se pode mais ver o grande amado. As atuações dos dois atores Burak Ates e Dimitri Stapfer também são elogiadas, num estilo que permite uma profunda identificação com os seus respetivos papéis.
Para Outnow.ch, o filme aborda a busca de identidade de Beyto no campo de tensão entre as duas culturas. No entanto, o filme não faz justiça ao tema complexo por muito tempo. Cenas que dependem principalmente de elementos não-verbais, no entanto, mostram que a química entre os atores está certa. A mudança de localização entre a Suíça e a Turquia ilustra claramente os dois mundos com as suas culturas incompatíveis, que, no entanto, constituem a identidade de Beyto. Também mostra como é difícil romper com os velhos padrões de pensamento e tradições.

### Prémios
O filme estreou no 16.º Festival de Cinema de Zurique (de 24 de Setembro a 4 de Outubro de 2020). Ele participou da seleção "Foco na Competição" (Fokus Wettbewerb).
Beyto ganhou o prêmio do público no Solothurn Film Festival 2021.